# Mityiscsi Gépgyár
A Mityiscsi Gépgyár, röviden MMZ (oroszul: Мытищинский машиностроительный завод) orosz közlekedési gépgyár, amely speciális közúti járműveket, valamint harci járművekhez lánctalpas páncélozott alvázakat gyárt. 2009. május 12-én vált ki a Metrovagonmas vasúti járműgyártó vállalatból, amelyet 1994-ig szintén Mityiscsi Gépgyárnak neveztek. A vállalat a Moszkvai területen fekvő Mityiscsi városban található. Napjainkban a Kalasnyikov Konszernhez tartozik. A vállalat keretei között működött régebben a páncélozott katonai járművek fejlesztésével foglalkozó OKB–40 tervezőiroda.